# Volcans du Kamtchatka
Cet article traite du bien inscrit au patrimoine mondial de l'UNESCO. Pour une liste de tous les volcans du Kamtchatka, voir Liste des volcans de Russie. Pour l'aire protégée, voir Parc naturel des volcans du Kamtchatka.
Les volcans du Kamtchatka sont un site inscrit au patrimoine mondial par l'UNESCO englobant une partie des volcans de la péninsule du Kamtchatka, en Russie.

## Description
Le site des volcans du Kamtchatka comprend six aires protégées, s'étendant sur le sud de la péninsule du Kamtchatka, pour un total de 39 957,693 7 km2 :
| Nom                                                                         | Inscription | Surface  |
| --------------------------------------------------------------------------- | ----------- | -------- |
| réserve naturelle de biosphère d'État de Kronotski                          | 1996        | 1 007 ha |
| parc naturel de la Bystraïa                                                 | 1996        | 1 500 ha |
| parc naturel de Nalytchevo                                                  | 1996        | 265 ha   |
| Réserve naturelle de la toundra du Sud-Ouest                                | 1996        | 123 ha   |
| réserve naturelle du Kamtchatka du Sud et parc naturel du Kamtchatka du Sud | 1996        | 1 023 ha |
| parc naturel du Klioutchevskoï                                              | 2001        | 376 ha   |

Il s'agit d'un bien de type naturel, répondant aux critères (vii), (viii), (ix) et (x) de l'organisation.
Le fleuve Kamtchatka et la vallée qui l'entoure sont flanqués d'une grande ceinture volcanique contenant environ 160 volcans, 29 étant toujours en activité. Les six sites retenus par l'UNESCO contiennent 19 de ces volcans actifs. Du fait de la fosse des Kouriles, les séismes profonds et les tsunamis sont courants. Deux mégaséismes se sont produits au large des côtes du Kamtchatka en 1737 (magnitude 9.3) et 1952 (8.2)
. Un essaim sismique peu profond est enregistré en avril 2006. En juin 2007, la vallée des geysers est partiellement détruite par une importante coulée de boue.
Le plus haut volcan de la région est le Klioutchevskoï qui, avec une altitude de 4 688 mètres, est le plus grand volcan actif de l'hémisphère nord.
Les caractéristiques volcaniques de la région en font le site de micro-organismes extrémophiles, capable de survivre dans des environnements extrêmement chauds.

## Histoire
Cinq sites des volcans du Kamchatka sont inscrits au patrimoine mondial lors de la 20e session du comité de l'UNESCO en 1996 : les réserves naturelles de Kronotski et de la toundra du Sud-Ouest, ainsi que les parcs naturels de Bystraïa, Nalytchevo et du Kamtchatka du Sud.
En 2001, lors de la 25e session du comité, le parc naturel du Klioutchevskoï est ajouté aux sites protégés.